# Suecia en los Juegos Olímpicos de Seúl 1988
Suecia estuvo representada en los Juegos Olímpicos de Seúl 1988 por un total de 185 deportistas que compitieron en 23 deportes.  
La portadora de la bandera en la ceremonia de apertura fue la piragüista Agneta Andersson.

## Medallistas
El equipo olímpico sueco obtuvo las siguientes medallas:
| Nombre                                                | Deporte            | Competición             |
| ----------------------------------------------------- | ------------------ | ----------------------- |
| Oro                                                   |                    |                         |
| —                                                     |                    |                         |
| Plata                                                 |                    |                         |
| George Cramne                                         | Boxeo              | Ligero (60 kg) M        |
| Anders Holmertz                                       | Natación           | 200 m libre M           |
| Ragnar Skanåker                                       | Tiro               | Pistola 50 m M          |
| Birgitta Bengtsson Marit Söderström                   | Vela               | 470 F                   |
| Bronce                                                |                    |                         |
| Patrik Sjöberg                                        | Atletismo          | Salto de altura M       |
| Lars Myrberg                                          | Boxeo              | Superligero (63,5 kg) M |
| Michel Lafis Anders Jarl Björn Johansson Jan Karlsson | Ciclismo en ruta   | Ruta por eqs. M         |
| Tomas Johansson                                       | Lucha grecorromana | 130 kg M                |
| Stefan Edberg                                         | Tenis              | Individual M            |
| Stefan Edberg Anders Järryd                           | Tenis              | Dobles M                |
| Erik Lindh                                            | Tenis de mesa      | Individual M            |